# Wilhelm Kubig
Wilhelm Kubig (* 1873; † unbekannt) war ein deutscher Politiker.
Im Jahr 1899 trat er der Sozialdemokratischen Partei Deutschlands bei. Während der Novemberrevolution war er 1918 Mitglied des Arbeiter- und Soldatenrats, des Vollzugsrates der Deutschen Sozialistischen Republik und der Republikanischen Sicherheitswehr. Nach dem Jahr 1918 war er als Funktionär für die USPD aktiv, und Mitglied in der Bezirksverordnetenversammlung des Berliner Bezirks Pankow.
Seit dem 2. Mai 1919 war er unbesoldeter Gemeindeschöffe in Pankow und vom 26. November 1920 Vorsteher der Bezirksverordnetenversammlung des Stadtbezirkes Berlin-Pankow. Gemeinsam mit einem Großteil der Parteimitglieder trat er im Herbst 1922 wieder der SPD bei. Vom 18. März 1921 bis zum 31. Oktober 1924 war er Bezirksbürgermeister von Berlin-Pankow.